# Euseius yousefi
Euseius yousefi är en spindeldjursart som först beskrevs av Zaher och El-Brollosy 1986.  Euseius yousefi ingår i släktet Euseius och familjen Phytoseiidae. Inga underarter finns listade i Catalogue of Life.